# Strasburg (Colorado)
Strasburg é uma Região censo-designada localizada no estado americano de Colorado, no Condado de Adams e Condado de Arapahoe.

## Demografia
Segundo o censo americano de 2000, a sua população era de 1402 habitantes.

## Geografia
De acordo com o United States Census Bureau tem uma área de
20,0 km², dos quais 20,0 km² cobertos por terra e 0,0 km² cobertos por água. Strasburg localiza-se a aproximadamente 1640 m acima do nível do mar.

## Localidades na vizinhança
O diagrama seguinte representa as localidades num raio de 48 km ao redor de Strasburg.